# Železniško postajališče Gomila
Železniško postajališče Gomila je eno izmed železniških postajališč v Sloveniji, ki oskrbuje bližnji naselji Gomila in Brezovica pri Mirni.